# Trinkbranntwein für Bergarbeiter

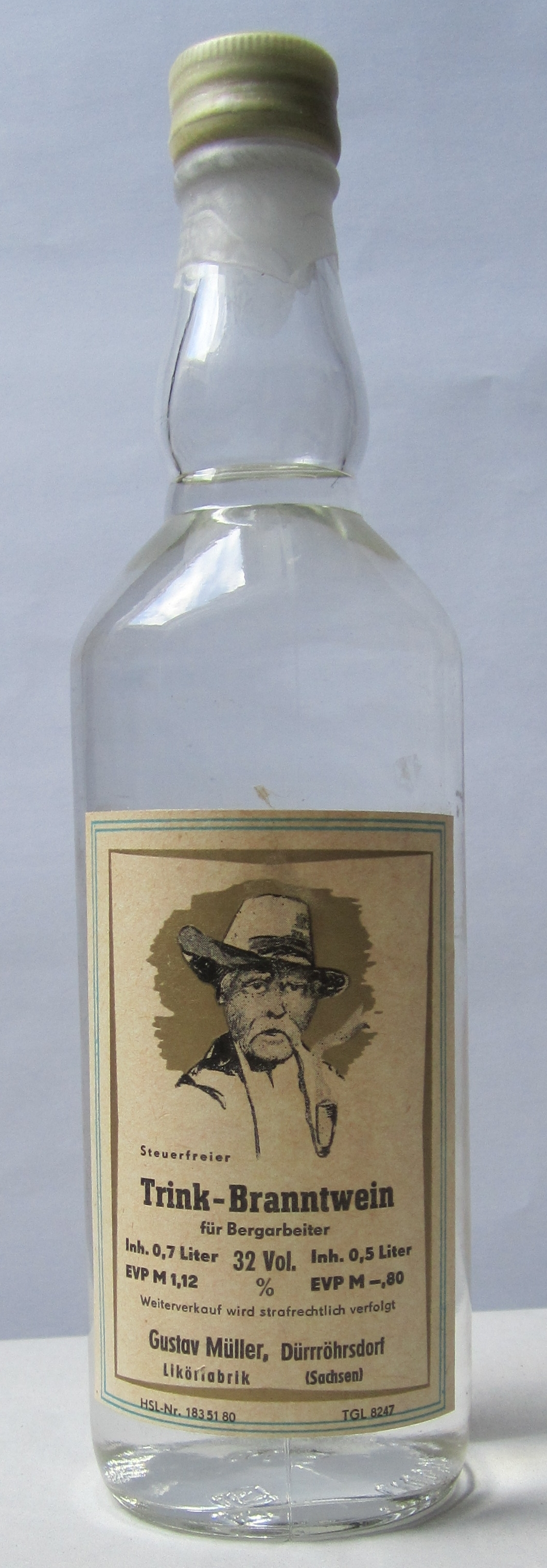
0,5 Liter Trinkbranntwein für Bergarbeiter zu EVP 0,80M

Der Trinkbranntwein für Bergarbeiter war ein Branntwein, der als Deputatlohn an Bergleute in der sowjetischen Besatzungszone und später der DDR ausgegeben wurde. Umgangssprachlich wurde er auch als Kumpeltod bezeichnet.

## Geschichte
Die steuerfreie Abgabe von Spirituosen an Bergarbeiter in der DDR gehörte zu einer Reihe von Vergünstigungen (daneben u. a. mehr Urlaub, früherer Renteneintritt), die die schwere Arbeit honorieren und das Berufsbild attraktiver machen sollte. Die steuerfreie Abgabe von Trinkbranntwein war eine geldwerte Leistung. Zum Vergleich: Eine 0,7-l-Flasche eines vergleichbaren versteuerten Trinkbranntweins kostete im Handel 14,50 Mark gegenüber 1,12 Mark unversteuert für Bergarbeiter.
Zu beziehen war ein Liter Trinkbranntwein für Bergarbeiter steuerfrei zu einem Preis von 1,60 Mark über Berechtigungsscheine, die in der Sowjetisch-Deutschen Aktiengesellschaft Wismut auch als Talons bezeichnet wurden. Abgefüllt wurde er in unterschiedlich großen Flaschen (0,33, 0,5, 0,7 oder 1,0 Liter). Hergestellt wurde der Branntwein mit einem Alkoholgehalt von 32 Vol.-% meist in Brennereien, die in der Nähe von Bergbaubetrieben lagen, wie zum Beispiel in Senftenberg, Lübben oder Lauter. Jedem unter Tage arbeitenden Bergmann standen monatlich zwei, über Tage Beschäftigten ein Liter des Branntweins zu. Bei Normerfüllung oder -übererfüllung erhöhte sich die bezugsberechtigte Menge.
In der SAG Wismut standen ab 1947 den Arbeitern über Tage ein Liter und Arbeitern unter Tage zwei Liter im Monat zu. Später bekamen die Bergleute der SDAG Wismut im Streckenvortrieb oder im Abbau bis zu sechs Liter im Monat.
Bei Bergleuten, die in den Braunkohle-Tagebauen über Tage arbeiteten, gab es im Winter zwei Liter pro Monat und im Sommer einen Liter „Kumpeltod“ pro Monat.
Ebenfalls war der Trinkbranntwein zum Beispiel für Arbeiter und Angestellte des VEB Erdöl-Erdgas Grimmen oder auch für Schiffsbesatzungen der Handelsmarine der DDR verfügbar.
Der Weiterverkauf des Branntweins oder der Berechtigungsscheine war verboten und ein Verstoß gegen dieses Verbot wurde strafrechtlich verfolgt.

## Umgangssprachliche Bezeichnungen
- Kumpeltod[3]
- Grubenfusel
- Schachtschnaps
- Wismutfusel
- Kalifusel[3]
- Bergmannsfusel

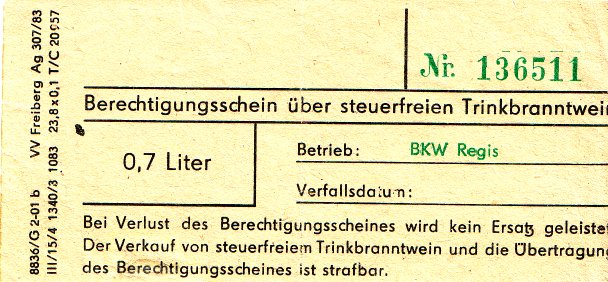
Berechtigungsschein des VEB Braunkohlenwerk Regis zum Bezug von steuerfreiem Trinkbranntwein
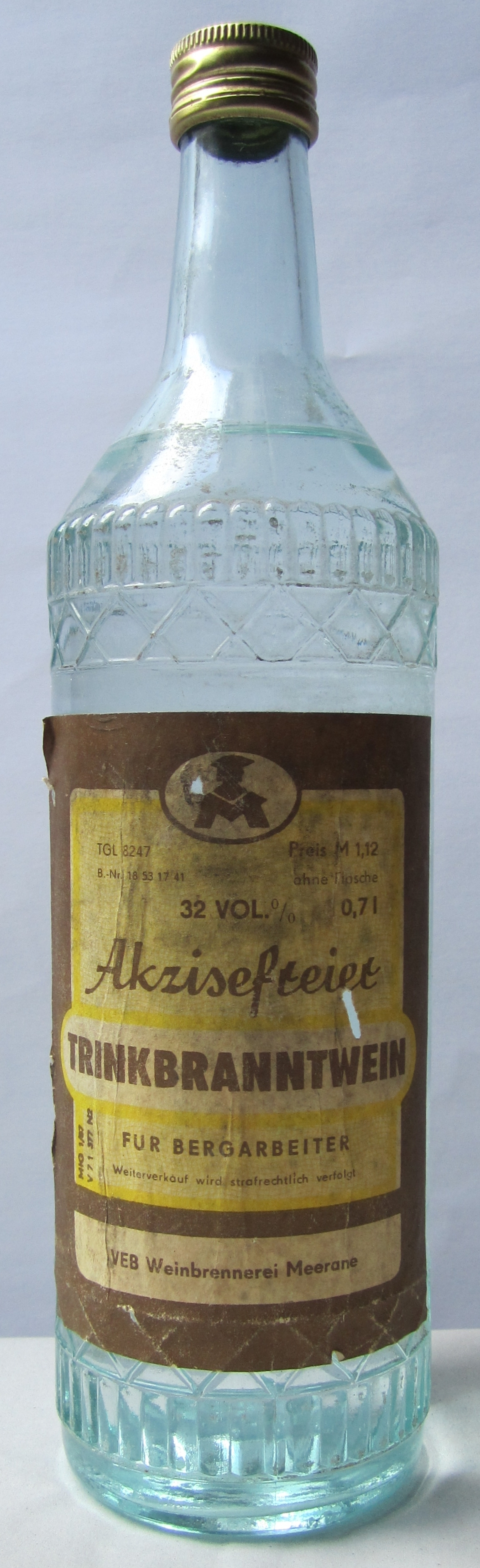
Akzisefreier Trinkbranntwein für Bergarbeiter 32 Vol.-%, 0,7 Liter, VEB Weinbrennerei Meerane, 1987.
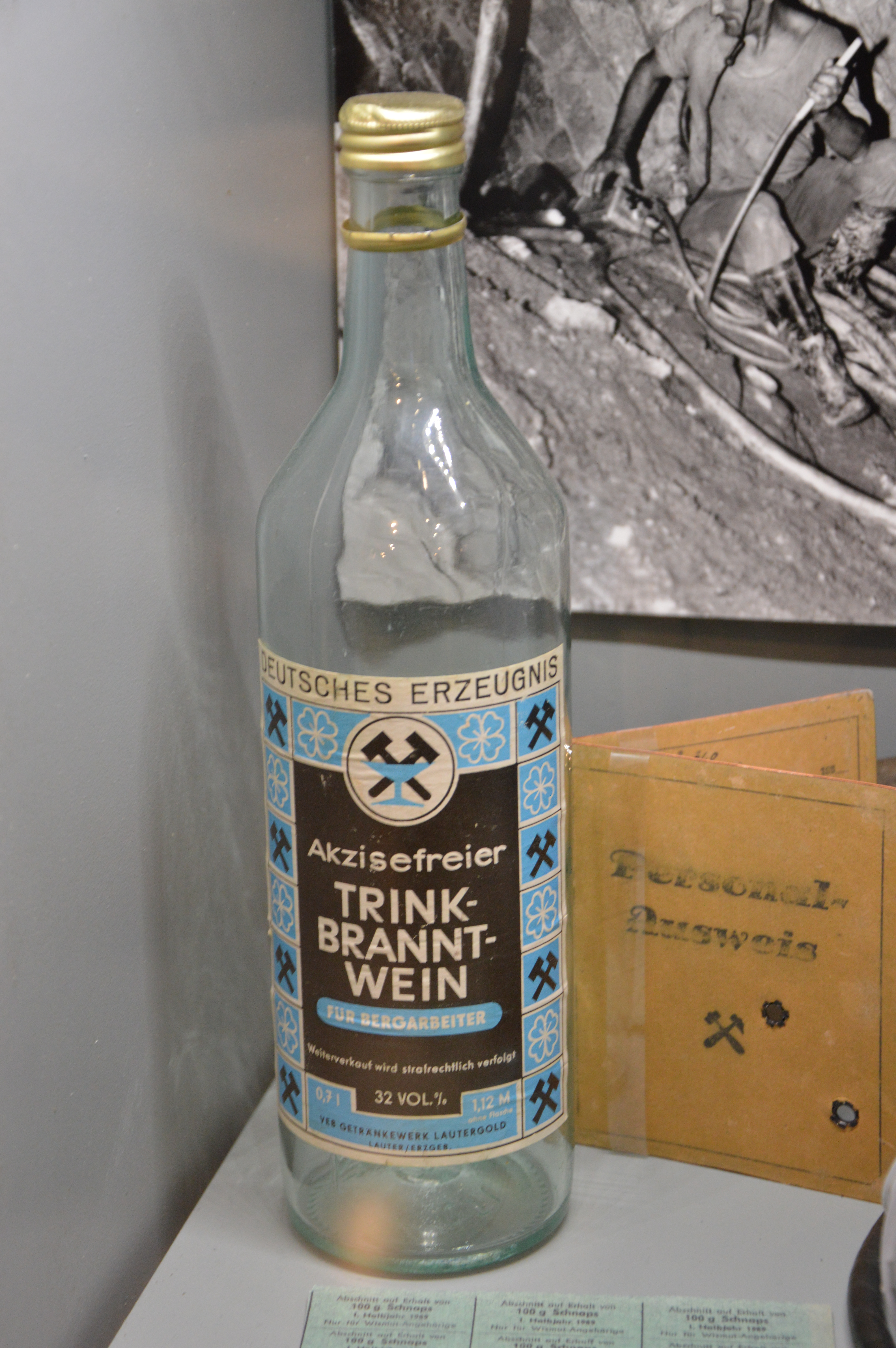
0,7 Liter Trinkbranntwein für Bergarbeiter zu EVP 1,12 M, VEB Lautergold, Lauter/Erzgeb.
1 Liter Trinkbranntwein für Bergarbeiter zu EVP 1,60 M, VEB Vereinigte Getränkebetriebe Cottbus, Betrieb Lübben
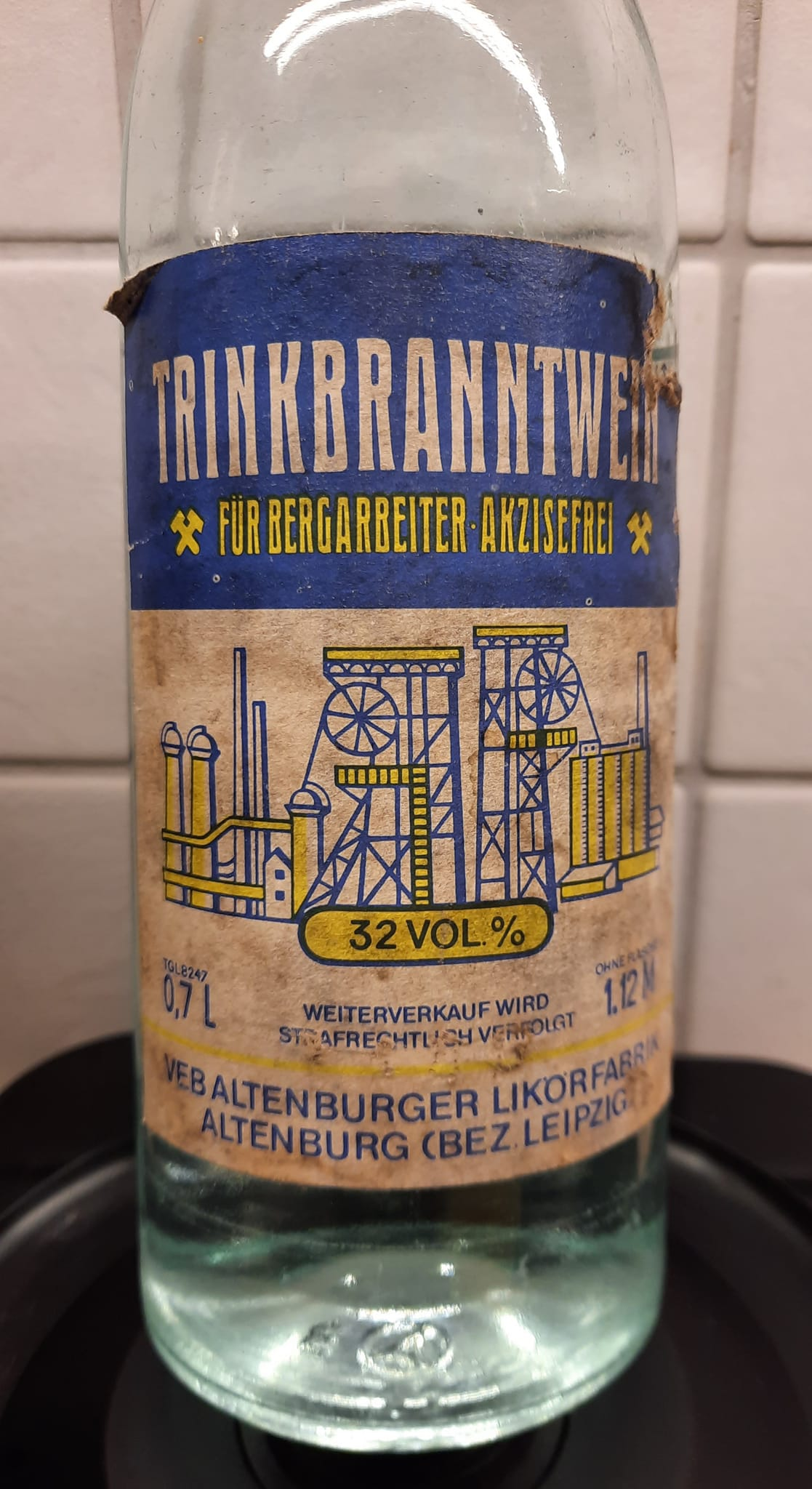
0,7 Liter Trinkbranntwein für Bergarbeiter zu EVP 1,12 M, VEB Altenburger Likörfabrik